# 510年代
| 千纪： | 1千纪                                                                                  |
| 世纪： | 5世纪 \| 6世纪 \| 7世纪                                                                |
| 年代： | 480年代 \| 490年代 \| 500年代 \| 510年代 \| 520年代 \| 530年代 \| 540年代              |
| 年份： | 510年 \| 511年 \| 512年 \| 513年 \| 514年 \| 515年 \| 516年 \| 517年 \| 518年 \| 519年 |

## 大事记
- 510年，南梁行大明曆。
- 512年，魏宣武帝元恪立子元詡為太子，不殺其母胡貴嬪。
- 513年，南梁侍中沈約，為武帝蕭衍詰責，憂虑而亡。
- 515年，魏宣武帝元恪卒，子孝明帝元詡嗣位，年方六歲。中領軍將軍于忠殺司徒高肇，廢高太后。尊元詡生母胡貴嬪為太后，臨朝。
- 516年，北魏胡太后於洛陽建永寧寺，於伊闕口（洛陽南）建石窟寺。